# شهرستان شرس
ناحیهٔ شرس (به عربی: مدیریة شرس) یک ناحیه در یمن است که در استان حجه واقع شده‌است. شهرستان شرس ۱۵٬۷۰۷ نفر جمعیت دارد.